# اتین-امیل بالیو
اتین-امیل بالیو (انگلیسی: Étienne-Émile Baulieu؛ زادهٔ ۱۲ دسامبر ۱۹۲۶) دانشمند بیوشیمیست در زمینه غدد درون‌ریز و متابولیسم اهل فرانسه بود. وی بیشتر به خاطر تحقیقاتش در زمینه هورمون‌های استروئیدی و نقش آنها در تولید مثل و پیری شناخته شده بود. او به دلیل کار بر روی داروی سقط جنین RU486 (میفپریستون) که باعث سقط جنین می‌شود، به عنوان «پدر» قرص سقط جنین لقب گرفته است. بالیو همچنین برای تعیین اینکه آیا دی‌هیدرواپی‌آندروسترون (DHEA) یک پروهورمون است و آیا این هورمون و سایر جایگزین‌های هورمونی نیز باعث افزایش طول عمر در انسان می‌شوند، تلاش کرد.

## اوائل زندگی و تحصیلات
بالیو با نام امیل بلوم در ۱۲ دسامبر ۱۹۲۶ در خانواده‌ای یهودی در استراسبورگ فرانسه به دنیا آمد. پدرش لئون بلوم، در چهار سالگی بالیو درگذشت، وی پزشک و از اولین متخصصان دیابت بود. بالیو در طول جنگ جهانی دوم، زمانی که خانواده‌اش به منطقه‌ای نزدیک گرنوبل گریختند، وی در مقاومت فرانسه شرکت کرد و نام خود را تغییر داد. پس از جنگ، او در دانشکده پزشکی پاریس تحصیل کرد و در سال ۱۹۵۵ پزشک شد. او زیر نظر استاد راهنمای خود، مکس فرناند ژیل (۱۹۱۳–۱۹۷۸)، در زمینه هورمون‌های استروئیدی به تحصیلات عالیه پرداخت و دکترای خود را در سال ۱۹۶۳ از پاستور، دانشکده پزشکی و دانشکده علوم در پاریس دریافت کرد.
وی همچنین برندهٔ جوایزی همچون لژیون دونور و جایزه پژوهش پزشکی بالینی لسکر-دی‌بیکی شده است.

## درگذشت
بالیو در خانه‌اش در پاریس، در ۳۰ مه ۲۰۲۵، در سن ۹۸ سالگی درگذشت.

## افتخارات و جوایز
- ۱۹۶۷ نشان ملی لیاقت
- ۱۹۸۲ فرهنگستان علوم فرانسه، رئیس، ۲۰۰۳–۲۰۰۴
- ۱۹۸۹ جایزه پژوهش پزشکی بالینی لسکر-دی‌بیکی
- ۱۹۹۰ آکادمی ملی علوم
- ۱۹۹۰ نشان افسر بزرگ لژیون دونور
- ۱۹۹۰ جایزه لوح طلایی آکادمی دستاوردهای آمریکا
- ۲۰۰۲ فرهنگستان ملی پزشکی
- ۲۰۲۳، صلیب بزرگ لژیون دونور